# 야운필스시

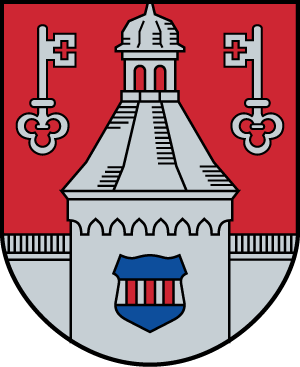
시 문장

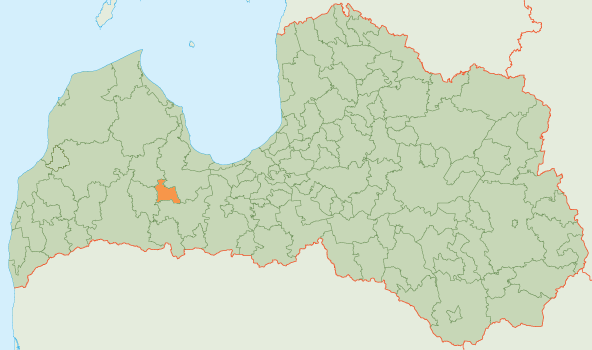
야운필스 시의 위치

야운필스시(라트비아어: Jaunpils novads)는 라트비아의 지방 자치체로 행정 중심지는 야운필스이며 면적은 210.2km2, 인구는 2,814명(2009년 기준), 인구 밀도는 13명/km2이다. 2개 교구를 관할한다.